# 布雷鎮區 (密歇根州)
布雷鎮區（英語：Bourret Township）是位於美國密歇根州格拉德溫縣的一個行政鎮區。

## 地方資料
布雷鎮區的面積為84.77平方千米，當中陸地面積為83.76平方千米，而水域面積為1.01平方千米。根據2020年美國人口普查的數據，當地共有人口390人，而人口密度為每平方千米4.6人。